# 野方隼人
野方 隼人（のかた はやと、1990年1月26日 - ）は、福岡県遠賀郡遠賀町出身の元プロサッカー選手、現サッカー指導者。選手時代のポジションはDF、MF。

## クラブ歴
福岡県立若松高等学校から九州総合スポーツカレッジに加入。
2012年に中国サッカーリーグのレノファ山口FCに移籍するも1年で契約満了となった。
2013年にFC岐阜SECONDに加入。
同年12月29日にアルビレックス新潟シンガポールへの移籍が発表されたが、翌月25日にアルビレックス新潟プノンペンへの移籍が発表された。同年限りで選手を引退した。

## 指導歴
2014年11月にひびきサッカースクールのU-15チームのヘッドコーチに就任。
2017年にギラヴァンツ北九州のU-15コーチに就任、翌年からはU-18のコーチも兼任した。
2020年に横浜F・マリノスジュニアユースのコーチに就任。
2021年に横浜F・マリノスジュニアユース追浜のコーチに就任。
2022年1月末に横浜F・マリノスジュニアユース追浜のコーチを退任し、2月よりギラヴァンツ北九州のU-15監督に就任した。